# Număr Wedderburn-Etherington
În teoria grafurilor, un număr Wedderburn-Etherington este numărul de arbori binari diferiți care pot fi construiți cu o cantitate dată de noduri, adică numărul de grafice în care fiecare vârf este conectat cu unul sau trei alți vârfuri.
Este numit după Ivor Etherington și Joseph Wedderburn.
Primele numere Wedderburn-Etherington sunt:
0, 1, 1, 1, 2, 3, 6, 11, 23, 46, 98, 207, 451, 983, 2179, 4850, 10905, 24631, 56011, ...

## Formulă
Numerele Wedderburn – Etherington pot fi calculate folosind relația de recurență
{\displaystyle a_{2n-1}=\sum _{i=1}^{n-1}a_{i}a_{2n-i-1}}
{\displaystyle a_{2n}={\frac {a_{n}(a_{n}+1)}{2}}+\sum _{i=1}^{n-1}a_{i}a_{2n-i}}
începând cu cazul de bază {\displaystyle a_{1}=1}. 
Formula pentru valorile pare ale lui n este puțin mai complicată decât formula pentru valorile impare, pentru a evita dubla numărare a arborilor cu același număr de „frunze” în ambii sub-arbori.